# Redukcja szkód
Redukcja szkód – wszelkie działania, których celem jest minimalizacja rozmaitych szkód i zagrożeń związanych z ryzykownymi zachowaniami. Najczęściej terminu "redukcja szkód" (ang. harm reduction) używa się w odniesieniu do narkomanii i innych uzależnień.
International Harm Reduction Association podaje, że redukcja szkód to „polityka i programy, które próbują przede wszystkim zredukować niepomyślne zdrowotne, socjalne i ekonomiczne konsekwencje dla osób używających narkotyków, ich rodzin i społeczeństwa, wynikające z przyjmowania przez osoby substancji zmieniających nastrój”.
Poradnia MONAR w Krakowie prowadzi od połowy od 1996 roku działania z zakresu redukcji szkód. Najpierw był to uliczny program wymiany igieł i strzykawek realizowany na krakowskim Plantach. Tam wówczas zlokalizowany był tzw. "bajzel", czyli miejsce handlu twardymi narkotykami. Obecnie program ten rozwinął się i jest prowadzony w formie centrum zintegrowanej pomocy i redukcji szkód DROP-IN KRAKOWSKA 19.
W 2024 roku krakowska Poradnia MONAR wydała podręcznik dotyczący redukcji szkód, w którym zostały szczegółowo opisane strategie tego podeejścia oraz praktyczne przykłady zastosowań redukcji szkód. 

## Główne metody stosowania redukcji szkód
Programy wymiany igieł – polegają na darmowej wymianie lub rozdawaniu igieł osobom zażywającym narkotyki dożylnie. Ich celem jest ograniczenie rozprzestrzeniania się chorób przenoszonych przez krew, głównie rozprzestrzeniania się wirusa HIV.
Terapia substytucyjna – polega na podawaniu osobom uzależnionym od opiatów ich substytutów, głównie metadonu i buprenorfiny. Ma na celu zmniejszenie liczby uzależnień od tych środków oraz zminimalizowanie negatywnych skutków zdrowotnych wśród uzależnionych, poprawę relacji ze społeczeństwem i ułatwienie wejścia w "normalne" życie (praca, rodzina, etc.)
Alternatywy dla kar – zazwyczaj polegają na umożliwieniu uniknięcia kary osobie posiadającej lub przyjmującej narkotyki, jeśli osoba ta zdecyduje się na leczenie - jeżeli jest uzależniona - lub na wzięcie udziału w programach profilaktycznych. W niektórych krajach rezygnuje się całkowicie z karania za posiadanie drobnych ilości narkotyków (na własny użytek), a zamiast tego większą uwagę przywiązuje się do akcji profilaktycznych oraz leczenia uzależnień. W Holandii tzw. miękkie narkotyki sprzedaje się w tzw. coffee shopach.
Rozdawnictwo prezerwatyw i edukacja seksualna wśród młodzieży – ma na celu zmniejszenie ilości niechcianych ciąż i związanych z nimi następstw (np. aborcji).
Profilaktyka – ogólna akcja w postaci referatów, spotkań, pogadanek czy specjalnych szkoleń prowadzonych w szkołach, firmach i zakładach pracy, mająca na celu podnoszenie świadomości o zjawisku uzależnienia i wiedzy o zagrożeniach wynikających z przyjmowania środków zmieniających świadomość, przypadkowego seksu i wszelkich sytuacji wysokiego ryzyka. Także rozdawnictwo fachowej literatury, ulotek i rozpowszechniania wszelkich informacji mogących zapobiec ryzyku. W myśl zasady: "lepiej zapobiegać niż leczyć".
Nauka i kursy pierwszej pomocy – mające umożliwić udzielenie wstępnej pomocy przedmedycznej ofiarom wypadków i podtrzymanie ich przy życiu do przyjazdu lekarza za pomocą czynności resuscytacyjnych.